# HD 53811
HD 53811 är en ensam stjärna belägen i den södra delen av stjärnbilden Akterskeppet, som också har Flamsteed-beteckningen 61 Puppis. Den har en  skenbar magnitud av ca 4,92 och är svagt synlig för blotta ögat där ljusföroreningar ej förekommer. Baserat på parallaxmätning inom Hipparcosuppdraget på ca 16,5 mas, beräknas den befinna sig på ett avstånd på ca 198 ljusår (ca 61 parsek) från solen. Den rör sig bort från solen med en heliocentrisk radialhastighet på ca 27 km/s.

## Egenskaper
HD 53811 är en vit till blå underjättestjärna av spektralklass A4 IV. Den har en massa som är ca 2 solmassor, en radie som är ca 2,6 solradier och har ca 33 gånger solens utstrålning av energi från dess fotosfär vid en effektiv temperatur av ca 8 400 K.